# Martin Löffelholz von Kolberg

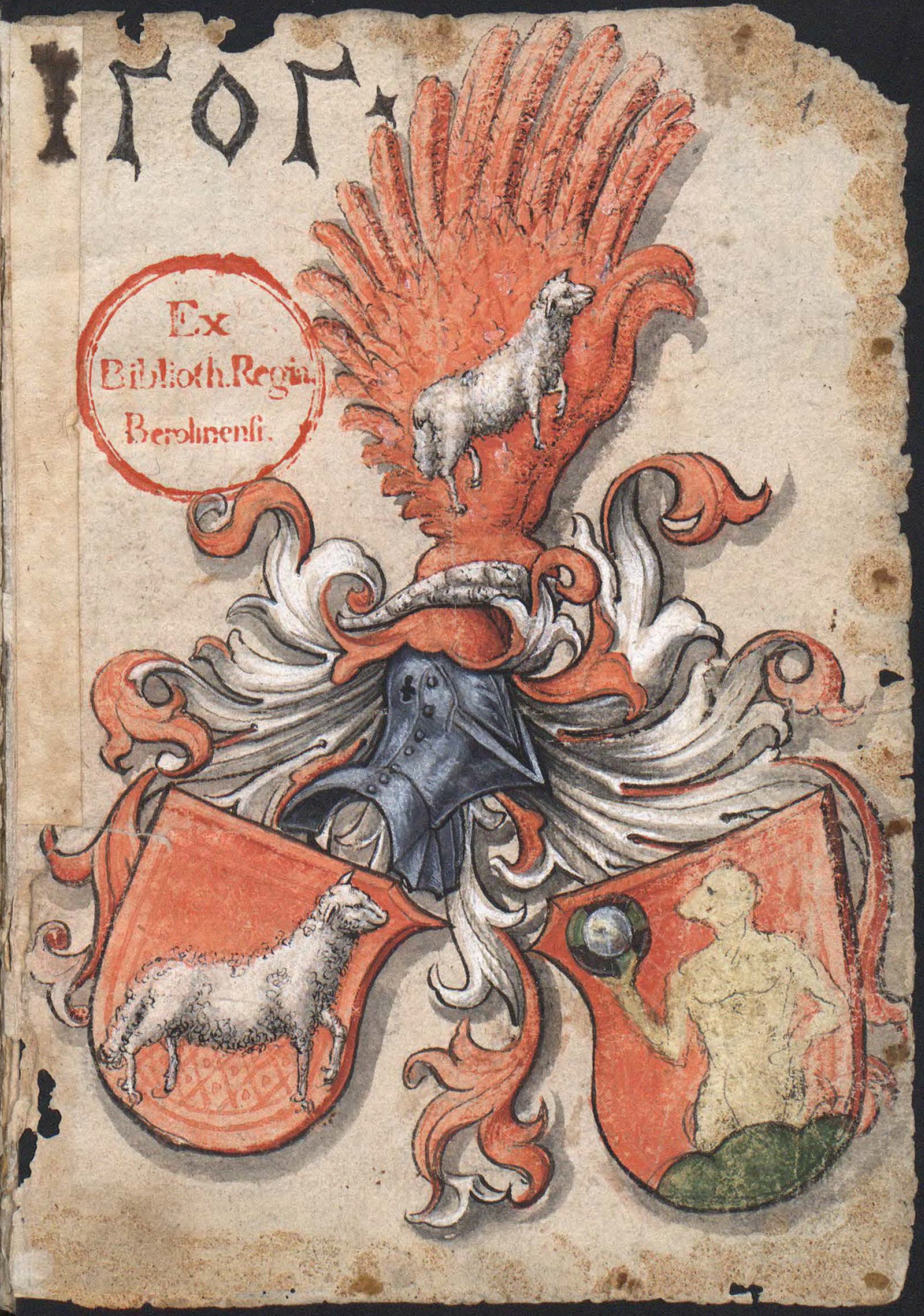
Allianzwappen der Familien Löffelholz und Haug aus dem Löffelholz-Codex, Nürnberg 1505

Martin Löffelholz (auch: Löffelholtz) von Kolberg (* nach 1465; † 1533) war ein Nürnberger Patrizier und langjähriger Pfleger des nürnbergischen Pflegamts Lichtenau. Er ist der Autor des Löffelholz-Codex, einer bedeutenden technologischen Bilderhandschrift.

## Leben
Martin Löffelholz’ Eltern waren sein gleichnamiger Vater (ab 1456 im Rat zu Nürnberg, † 1478) aus dem Nürnberger Patriziergeschlecht Löffelholz von Kolberg und Margareta Ebner († 1476), die 1465 geheiratet hatten.
Als junger Mann soll er dem Herrn von Schwarzenberg (Černá hora) in Böhmen als Reisiger gedient haben.

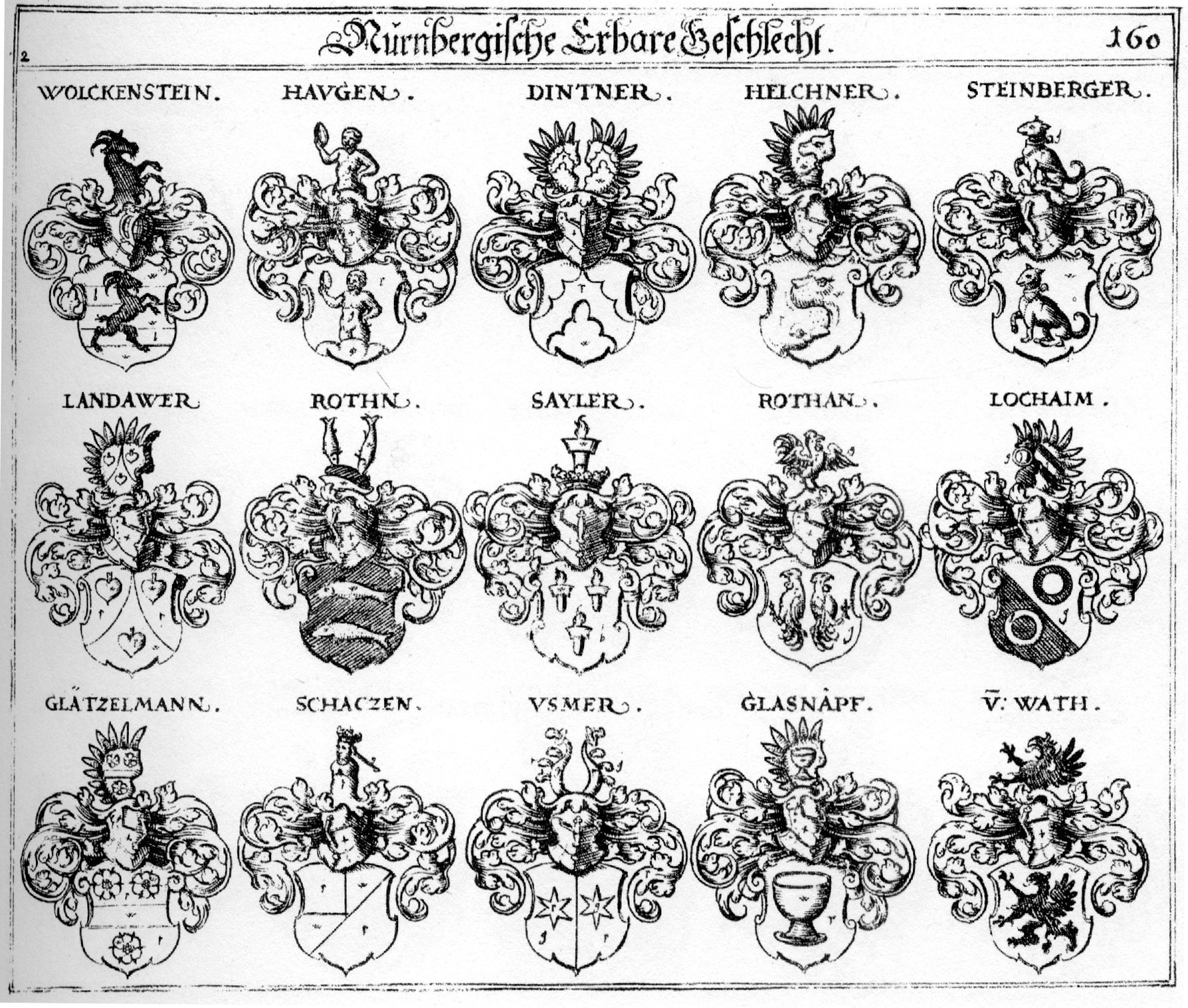
Wappen der Ehefrau, einer geborenen Haug, im Siebmacher bei den ehrbaren Geschlechtern Nürnbergs, zweites Wappen in der obersten Reihe: „HAVGEN.“

1497 heiratete er die einer angesehenen, aber nicht patrizischen Nürnberger Familie entstammende Anna Haug († 1520/21), Tochter von Nicolaus Haug und seiner Frau Anna, einer geborenen Toppler. Das Paar hatte einen Sohn, Christoph, der bereits 1520 an einer grassierenden Seuche starb.
1499 wurde Löffelholz Pfleger des nürnbergischen Pflegamts Lichtenau, eines exponierten Außenpostens der Reichsstadt. In dieser Funktion war er auch für die Verteidigung der Festung Lichtenau zuständig. Am 23. Dezember 1507 wurden Löffelholz und sein Knecht bei einem Ausritt von dem mit Nürnberg in Fehde liegenden Heinz Baum und dessen Reisigen überfallen und nach heftigem Kampf gefangen genommen. Während man den Bediensteten von Freystadt aus wieder nach Hause schickte, wurde Löffelholz in einem 42-stündigem Gewaltritt auf Burg Schwarzenburg verbracht, wo er überwiegend während der anschließenden mehrmonatigen Geiselhaft inhaftiert war. Er wurde jedoch zeitweise verlegt. Die auf 2000 Gulden (fl.) lautende Lösegeldforderung übermittelte der Gefangene in einem vom 1. Januar 1508 datierenden Brief von Schloss Petschau aus an den Nürnberger Rat. Mit Schreiben vom 4. Februar 1508 antwortete der Rat, der kategorisch und unter Strafandrohung verboten hatte, auf terroristische Lösegeldforderungen einzugehen, dass er alles tun werde, um Löffelholz auch ohne Geldzahlung zu befreien. Im Brief vom 25. Mai flehte die Geisel den Rat um die Erzielung eines Vergleichs mit den Erpressern oder um Lösegeldzahlung binnen vier Wochen an, da er andernfalls lebensgefährlich verstümmelt würde. In einem wahrscheinlich zur gleichen Zeit verfassten Brief wandte sich Löffelholz an seinen Neffen Willibald Pirckheimer. In diesem sprach er die Möglichkeit an, dass der Augsburger Jakob Fugger als Verhandlungsführer einen Vergleich zwischen Heinz Baum und der Stadt Nürnberg zustande bringen könnte oder dass das Lösegeld durch seinen in Rothenburg ob der Tauber lebenden Bruder Sebald Löffelholz überstellt werden könnte, der nicht der Nürnberger Gerichtsbarkeit unterlag. Nach solch erfolgsverheißenden Überlegungen wurde Löffelholz’ anfängliche Turmhaft durch die Entführer in Stubenhaft gewandelt, ehe sie nach einem missglückten Fluchtversuch des Gefangenen verschärft wiedereingesetzt wurde.
Seine Frau versuchte das Lösegeld durch eine Art Crowdfunding aufzubringen, indem sie das Löffelholz’sche Schloss als Eventlocation zur Verfügung stellen wollte. Der Nürnberger Rat verwehrte ihr dieses Ansinnen jedoch am 16. November 1508 mit dem Hinweis, dass Bewirtungen und das Abhalten von Kindbetthöfen und Hochzeiten im Schloss nicht standesgemäß seien. Im Februar 1509 kam Löffelholz schließlich durch auf private Initiative hinterlegte 1000 fl. Lösegeld und 60 fl. Unterhaltskosten frei. Weitere mit seiner Freilassung einhergehende Vermögenseinbußen beliefen sich auf 141 ½ Gulden: Er verlor unter anderem sein Pferd im Wert von 100 fl., seinen Kürass im Wert von 10 fl., seine Jagdhunde im Wert von 8 fl., einen Rosenkranz im Wert von 6 fl. und die Rüstung seines Knechts und Bargeld im Wert von jeweils 3 fl.

In zweiter Ehe heiratete Löffelholz am 11. Februar 1522 Agatha Oertel, die Tochter von Siegmund Oertel und einer geborenen Gros. Die Ehe blieb kinderlos. Er starb 1533. Nach dem Löffelholz’schen Familienbuch wurde er in der Kirche St. Johannis begraben, während sein Totenschild in St. Sebald aufgehängt wurde.

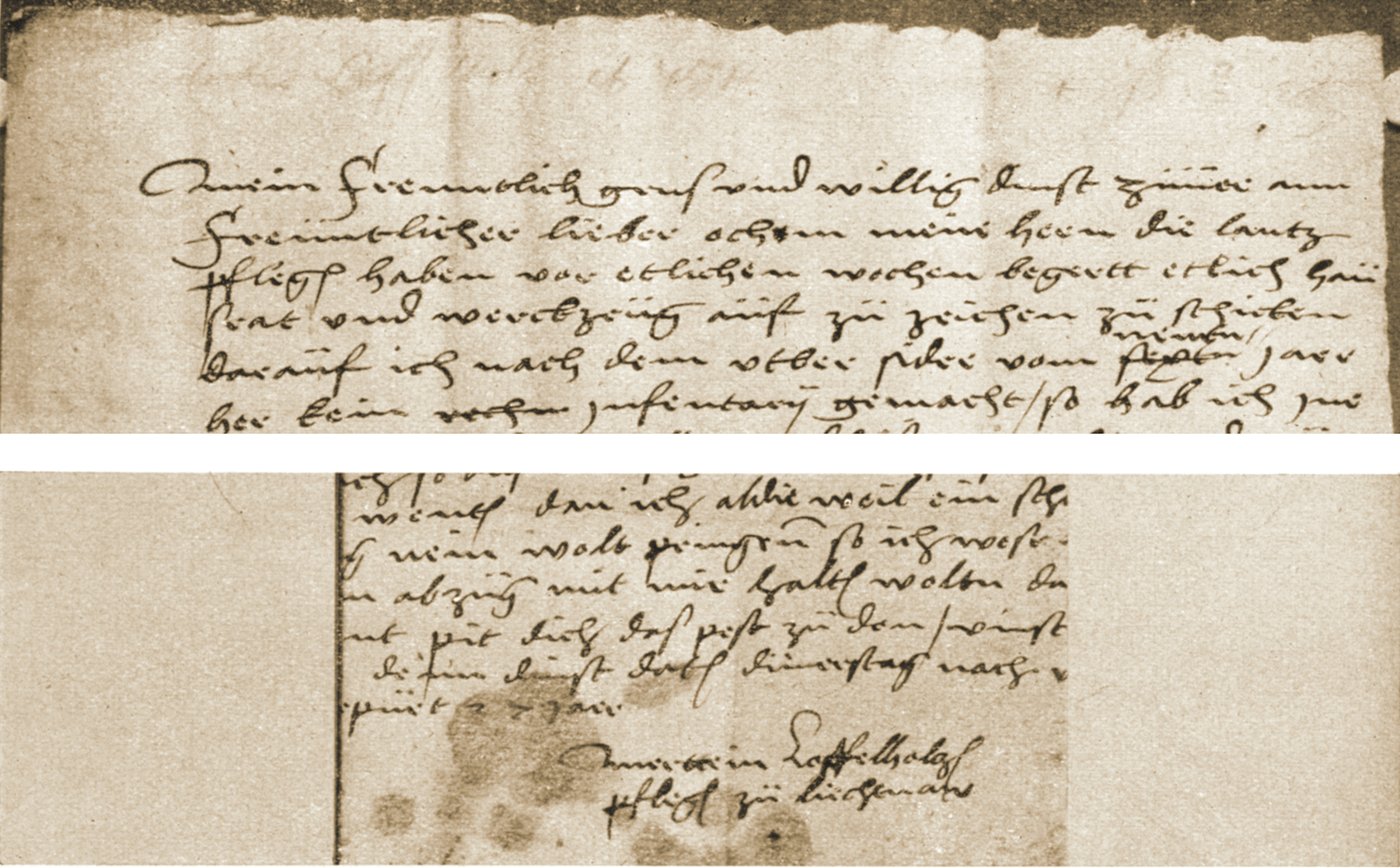
Auszüge aus Briefen des Martin Löffelholz, Pirckheimer-Papiere der Stadtbibliothek Nürnberg 78a und 454.2. (mit seiner Unterschrift)

## Wirken
Bekannt ist Martin Löffelholz heutzutage vor allem als Autor des Löffelholz-Codex, den er ab 1505 als Hausbuch niederschrieb. Er gilt aber nicht als Erfinder der darin wiedergegebenen Gerätschaften.
Nach seiner Freilassung versah Löffelholz noch achtzehn Jahre lang das Amt des Pflegers von Lichtenau. Der Codex konnte durch Schriftvergleichung Briefen aus dieser Zeit, die in den Pirckheimer-Papieren der Stadtbibliothek Nürnberg erhalten sind, als das Werk von Löffelholz identifiziert werden.
1522 erwog er in einem Brief an Pirckheimer (Pirckheimer-Papiere 78a) vorübergehend die Bewerbung auf das ab 1522 vakante Pflegamt in Hersbruck. In diesem Schreiben berichtet er auch, dass er den Landpflegern auf ihr Begehren ein vollständiges Inventar über „etlich Hausrat und Werkzeug mit Fleiß“ angefertigt habe, über das er auch dem Landschreiber Hieronymus Rudolph penibel Rechenschaft abgelegt habe, und dass diese beschwerliche Tätigkeit ihn drei Wochen lang vom Reiten abgehalten habe. Am 6. Mai 1527 wurde er angeblich wegen seines „liederlichen, ungeschickten Wesens“ als Pfleger von Lichtenau abgesetzt. Im Brief vom 24. Mai 1527 (Pirckheimer-Papiere 454.2) erhoffte sich Löffelholz, noch bis Weihnachten kommissarisch im Amt bleiben zu können, und stellte aus Altersgründen Überlegungen zu einer ruhigeren beruflichen Zukunft an. 1528 wurde er als „Alter Genannter“ in den Nürnberger Rat gewählt, in dem er für ein Jahr blieb.
Löffelholz stellte – möglicherweise kurz vor seinem Hausbuch – eine weitere Handschrift mit überwiegend militärischem Inhalt zusammen, die in einer nach Rainer Leng als Fragment des Büchsenmeisterbuchs von Johannes Formschneider bezeichneten Sammelhandschrift im Bestand der Württembergischen Landesbibliothek enthalten ist. Das Fragment enthält nach Daniel Horath neben den Abbildungen aus der Überlieferung des Formschneider-Umfelds auch 25 Abbildungen, die originär Martin Löffelholz zuzuerkennen seien.

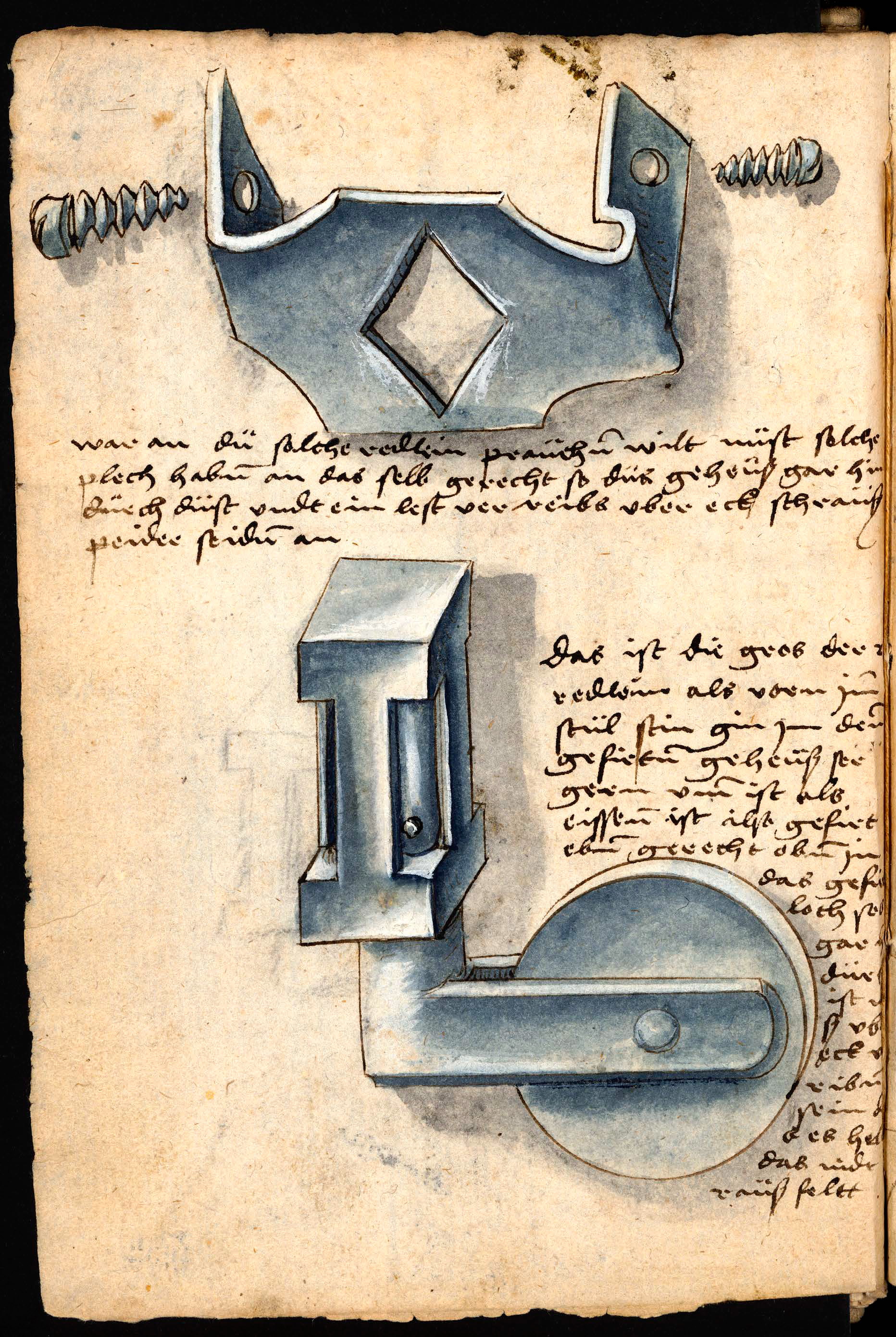
Lenkrolle für Bürostuhl aus dem Löffelholz-Codex, Nürnberg 1505
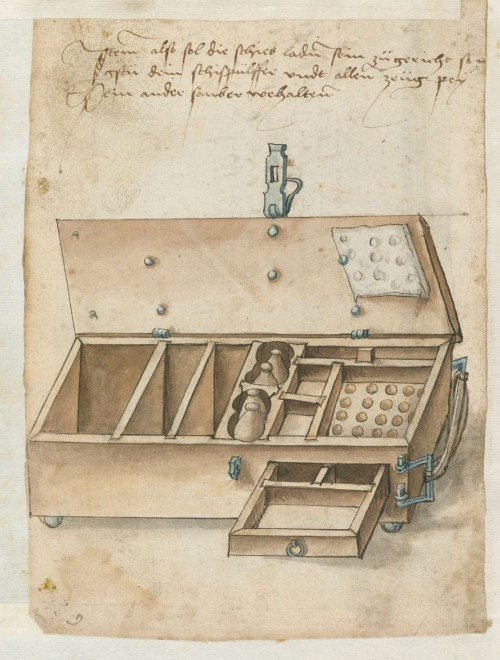
Pulverlade aus dem Büchsenmeisterbuch (Fragment), Nürnberg Ende des 15. Jahrhunderts

## Trivia
Das Journal von und für Franken veröffentlichte 1790 einen Bericht, nach dem Martin Löffelholz 1496 damit ausgezeichnet wurde, dass er am Gesellenstechen, das zu Ehren des Markgrafen Friedrich des Älteren auf dem Nürnberger Marktplatz abgehalten wurde, mitrennen durfte und sich dabei als famoser Stecher hervortat. Nachdem der anonym teilnehmende Markgraf Löffelholz zum Gesteche habe aufrufen lassen, habe dieser auch den Grafen aus dem Sattel gehoben. Später wurde sogar versucht, aus diesem „Protokollverstoß“ einen Grund für Löffelholz’ Geiselhaft zu konstruieren. Er habe an diesem Tag noch zweimal gegen den Markgrafen antreten müssen, wobei er sich beim letzten Durchgang selbst aus dem Sattel heben ließ und sich, wie es die Etikette forderte, gehörig über den harten Stoß seines adligen Gegners beklagte. Georg Wolfgang Karl Lochner relativierte eine Lesart, die Löffelholz’ Turnierleistungen quasi glorifiziert, indem er ihm gemäß dem anscheinend authentischen Verzeichnis zwar sechs Siege und zehn Fälle zuerkannte, aber auch festhielt, dass Löffelholz keinen der vier Preise für die besten Turnierkämpfer erhielt. Der Markgraf hatte dagegen mit neun Siegen und vier Fällen den dritten Preis errungen.

## Werke
- Löffelholtz-Kodex. Abbildungen und Beschreibungen von allerlei Handwerkszeugen, Folterinstrumenten, Jagdgeräten, Waffen … und anderen Unterhaltungsaufgaben. Jagiellonische Bibliothek, Krakau, Ms. Berol. Germ. Qu. 132 (jbc.bj.uj.edu.pl).
- Johannes Formschneider: Büchsenmeisterbuch (Fragment) – Württembergische Landesbibliothek Cod.milit.qt.31. Nürnberg (wlb-stuttgart.de – Aus der Büchersammlung des Offiziers Ferdinand Friedrich von Nicolai).